# 社会主义史
《社会主义史》（英語：A history of socialism）是英国作家托马斯·柯卡普于1892年出版的书籍，并于1913年被爱德华·R·皮斯修订。这一修订版于1920年被李季翻译为中文，热销一时，对毛泽东学习马克思主义产生了很大影响。

## 修订
1913年，爱德华·R·皮斯修订了此书。前九章保持不变，第10-11章进行了补充，并增加了12-14章。

## 中文翻译
五四运动爆发后，时任北京大学英语教员的李季开始钻研社会学，阅读英文图书。为了弄清社会主义思潮的来龙去脉，李季在工作之余开始翻译《社会主义史》，三个月内，便告成功。翻译过程中，李季获得蔡子民、胡适之、张申府等人的帮助，并最终由蔡元培作序，最终于1920年10月由新青年社出版，列为“新青年系列丛书”之一，出版2000册，旋即告罄。1920年冬，毛泽东在北京期间，读了这本译作。毛泽东回忆称，这本书促使他建立起对马克思主义的信仰。